# ヴィッラマル
ヴィッラマル（イタリア語: Villamar）は、イタリア共和国サルデーニャ州南サルデーニャ県にある、人口約2,600人の基礎自治体（コムーネ）。

## 地理

### 位置・広がり

#### 隣接コムーネ
隣接するコムーネは以下の通り。
- フルテーイ
- グアジーラ
- ラス・プラッサス
- ルナマトローナ
- パウリ・アルバレーイ
- サンルーリ
- セガリーウ
- ヴィッラノヴァフランカ